# The Phantom Tollbooth
The Phantom Tollbooth (conocida como La cabina mágica en castellano o La caseta mágica en español estadounidense) es una novela escrita en 1961 por Norton Juster e ilustrada por Jules Feiffer. Su primera edición fue publicada en 1988. La historia sigue a un niño aburrido llamado Milo que inesperadamente recibe una cabina mágica que lo transporta al que alguna vez fue próspero, pero ahora atribulado, Reino de la Sabiduría. Junto con un perro llamado Tock, Milo emprende una misión al Castillo en el Aire en busca de las dos princesas exiliadas del reino, llamadas Rhyme y Reason. A medida que Milo aprende lecciones valiosas, encuentra el amor por el aprendizaje en una historia llena de juegos de palabras y como explorar los significados literales de los modismos.
En 1958, Juster había recibido una subvención de la Fundación Ford para un libro  infantil sobre ciudades. Incapaz de avanzar en ese proyecto, se dedicó a escribir lo que se convirtió en The Phantom Tollbooth, su primer libro. Su compañero de piso, Feiffer, un dibujante, se interesó por el proyecto. Jason Epstein, editor de Random House, compró el libro y lo publicó. El libro recibió críticas muy favorables y ha vendido más de tres millones de copias, mucho más de lo esperado. Ha sido adaptado a una película, ópera y obra de teatro, y traducido a muchos idiomas.
Aunque el libro es a primera vista una historia de aventuras, un tema principal es la necesidad de amar la educación; a través de esto, Milo aplica lo aprendido en la escuela, avanza en su desarrollo personal y aprende a amar la vida que antes lo aburría. Los críticos han comparado su llamamiento a la de los libros Las aventuras de Alicia en el país de las maravillas de Lewis Carroll y El maravilloso mago de Oz de Lyman Frank Baum. Además, Maurice Sendak, en su introducción "Una apreciación" incluida en las ediciones del libro desde 1996, cita a un crítico que compara con El progreso del peregrino de John Bunyan: "Como El progreso del peregrino se ocupa del despertar del espíritu perezoso, The Phantom Tollbooth se ocupa del despertar de la mente perezosa".

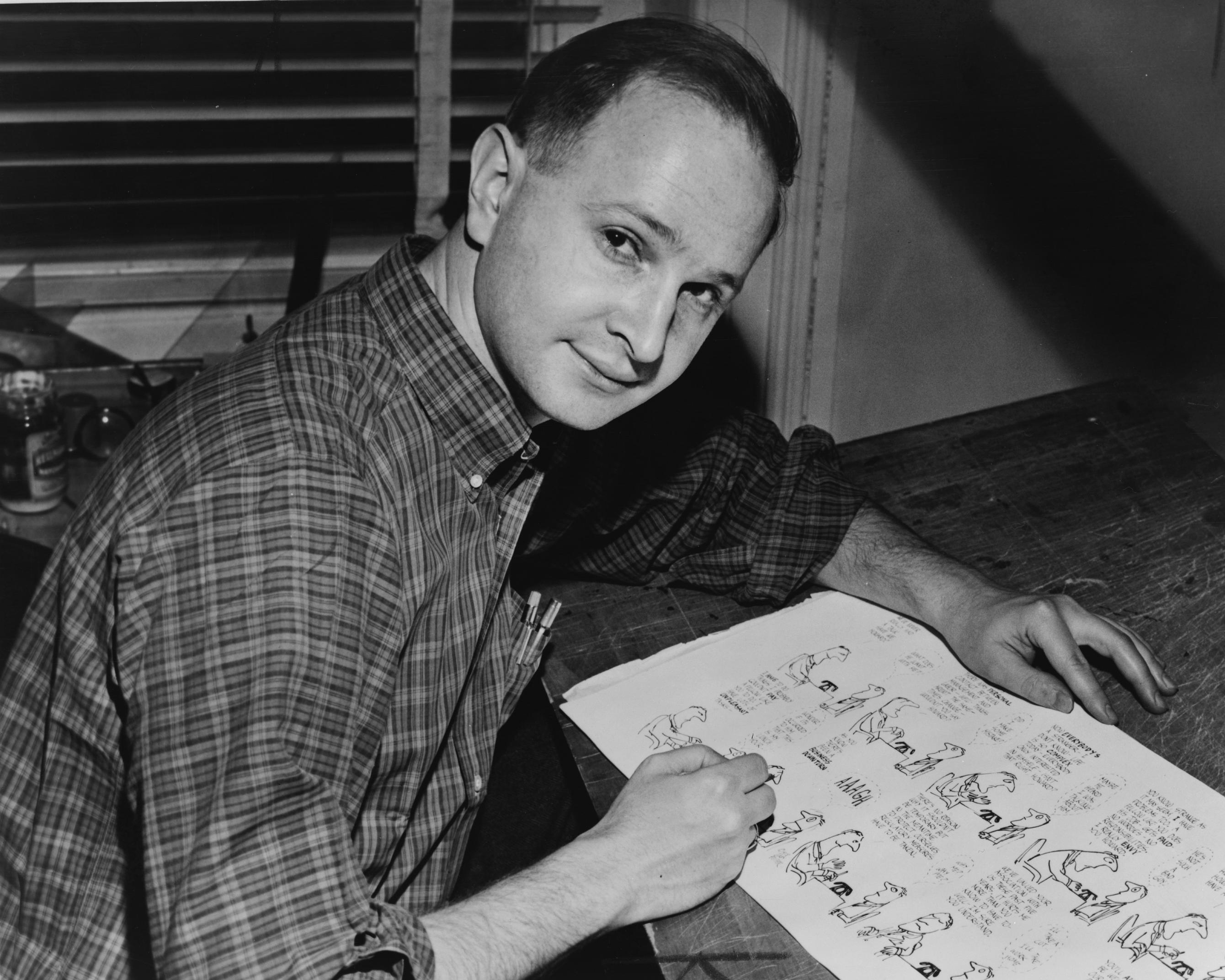
El ilustrador Jules Feiffer.

## Argumento
Milo es un niño de diez años que cree que en la vida nada tiene sentido. Siempre está aburrido, pero un día encuentra una caja que nunca había visto en su cuarto. La abre y dentro hay un peaje armable. El lo arma, y después de eso empieza a jugar con un carro eléctrico que tiene; cuando pasa por el peaje, se encuentra en otra tierra: La Tierra de la Sabiduría.
El de objetivo de Milo es restaurar el orden en la Tierra de la Sabiduría.
Mientras avanza por esta tierra vive diversas aventuras; en una de ellas conoce a Tock, es un perro con un reloj en el costado que lo acompaña durante el viaje; cuando llega a Dictionopolis (La ciudad de las palabras) se encuentra con un escarabajo llamado el "Embaucador", y al rey Azaz: el rey de Dictionopolis.
Luego avanza por más lugares y llega a Digitopolis (Numerópolis), que es la ciudad de los números, donde encuentra a: el dodecaedro, el matemático, y otros.
Milo salva a las princesas de la razón pura y de la dulce rima que habían sido desterradas al castillo en el aire y todo vuelve a la normalidad.

## Personajes principales
- Milo: Un niño que no sabe para qué sirve la escuela.

- Tock: El perro guardián de los Doldrums.

- El Embaucador: Un escarabajo que nunca tiene la razón en nada.

- Las princesas de la pura razón y la dulce rima: Dos legendarias princesas de la tierra de la sabiduría.

- El rey Azaz: El rey de dictionópolis.

- El Matemático: El gobernante de Digitópolis.

## Otros personajes
- El doctor Dischordance.

- DINNE.

- El dodecaedro.

- Chroma.

- Canby.